# 뉘폰소파

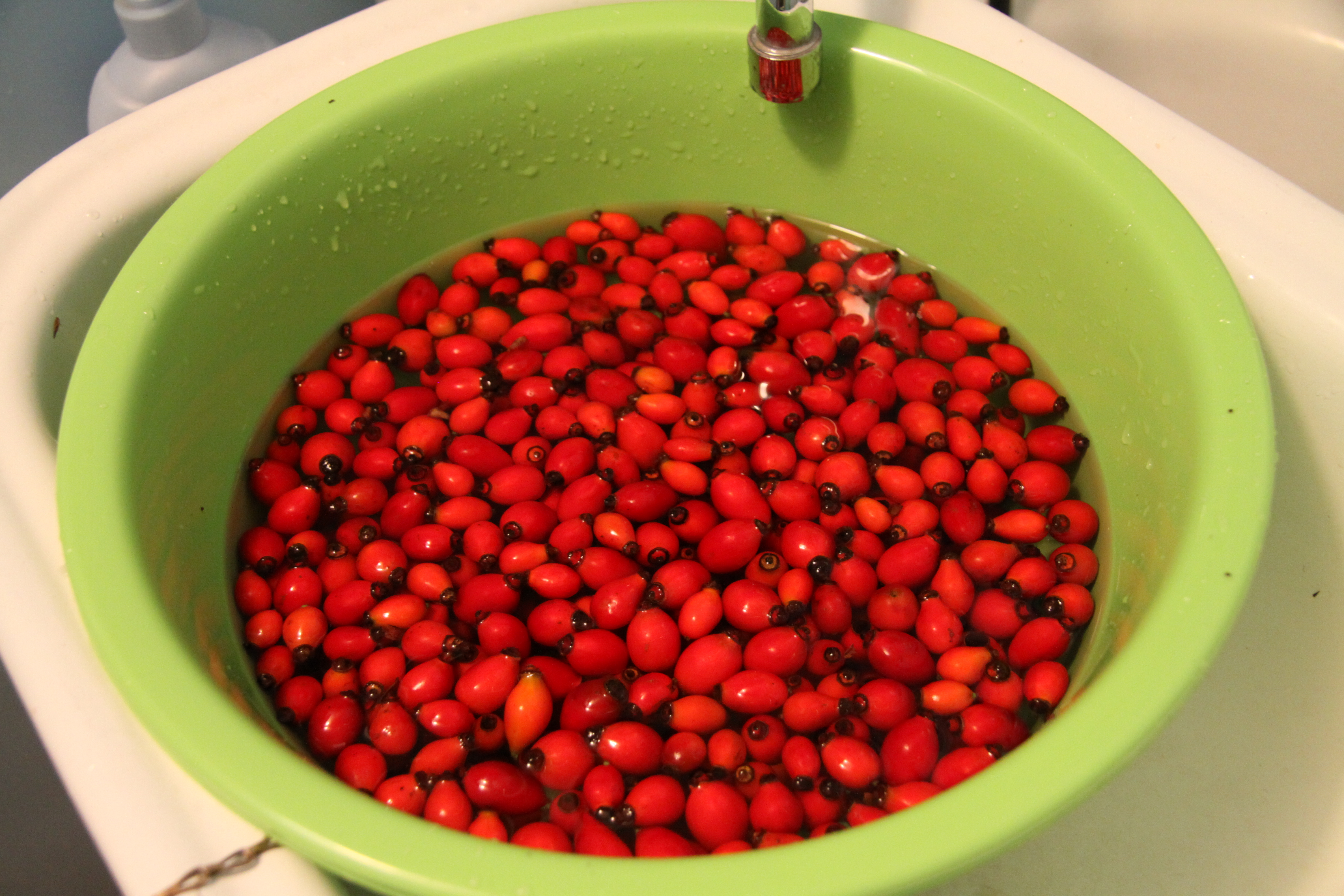

뉘폰소파(스웨덴어: nyponsoppa)는 로즈힙, 물, 설탕, 레몬 즙으로 만든 수프로 스웨덴의 대표적인 디저트 혹은 간식이다. 우유, 크림 또는 바닐라 아이스크림을 포함한 음료 또는 후식으로 제공된다.

## 준비
뉘폰소파는 일반적으로 말린 로즈힙, 물, 감자 가루 및 설탕으로 만들어진다. 로즈힙은 부드러워질때까지 끓인후 믹서와 혼합한다. 이어서, 혼합물을 체에 통과시키고 감자 가루로 두껍게한다. 로즈힙은 비타민 C가 풍부하다.